# フェルナンド・オルシ
フェルナンド・オルシ（Fernando Orsi, 1959年9月12日 - ）は、イタリア・ローマ出身の元サッカー選手で指導者。ポジションはGK。

## 経歴
ASローマの下部組織で本格的にサッカーを始め、イタリアジュニアユース代表にも選出された。1977-78シーズンにはカンピオナート・プリマヴェーラで優勝も果たした。1978年と1979年にはトップチームのフレンドリーマッチでプレーしたが、トップでの公式戦出場が無いまま、1979-80シーズンにシエーナへ売却され、そこでプロデビューした。シエーナで良いプレーを見せると、翌シーズン、パルマが獲得した。パルマでも良いパフォーマンスを見せ、1982-83シーズン、当時セリエBのラツィオに移籍し、セリエA昇格に貢献した。1984-85シーズン、1984年12月にイタリアU-21代表に選出された。しかし、このシーズン、チームはセリエBへ降格し、アレッツォへ移籍、ここで4シーズンプレーした。
1989-90シーズンにラツィオへと複帰した。1992-93シーズン、暫く先発起用されていたフィオーリにミスが多かったことから、先発で起用されるようになり、良いパフォーマンスを見せたが、1993-94シーズンにルカ・マルケジャーニが加入すると、再び控えGKとなった。以降、マルケジャーニの欠場時にのみ出場機会を得ていた。模範的で献身的であり、控えの立場であっても不平を口にすることは決してなく、もくもくとトレーニングをこなし、試合へ備えていた。ラツィオでの合計12シーズンのうち、1982-83シーズン、特に1989年に複帰してからの9シーズンは主に控えGKとして過ごすことが多かった、公式戦通算125試合に出場した。1997-98シーズン、一度も試合出場は無く、38歳で引退した。
引退後はラツィオのGKコーチ、アシスタントコーチ、インテルのアシスタントコーチ、ASリヴォルノ・カルチョの監督、テルナーナ・カルチョの監督を歴任した。